# Marta Wawak
Marta Wawak, po mężu Dołęga (ur. 20 września 1979) – polska sztangistka, mistrzyni i reprezentantka Polski.
Była zawodniczką Górala Żywiec. Dwukrotnie zdobyła mistrzostwo Polski (2000 w kategorii 63 kg z wynikiem 170 kg i 2001 w kategorii 69 kg z wynikiem 195 kg), raz brązowy medal mistrzostw Polski (1998 w kategorii 58 kg z wynikiem 135 kg). Reprezentowała Polskę na mistrzostwach Europy seniorek w 2000 – 4. miejsce w kategorii 63 kg z wynikiem 177,5 kg (77,5 kg + 100 kg) i 2001 – 9. miejsce w kategorii 63 kg z wynikiem 195 kg (85 kg + 110 kg). Ten ostatni wynik był jej rekordem życiowym
21 czerwca 2003 poślubiła sztangistę Marcina Dołęgę.